# Acangassu diminuta
Acangassu diminuta är en skalbaggsart som beskrevs av Maria Helena M. Galileo och Martins 2001. Acangassu diminuta ingår i släktet Acangassu och familjen långhorningar. Inga underarter finns listade i Catalogue of Life.